# Campionati mondiali di sollevamento pesi 2019 - 64 kg femminile
Le gare di sollevamento pesi della categoria fino a 64 kg femminile — pesi medi — dei campionati mondiali del 2019 si sono svolte dal 21 al 22 settembre 2019 a Pattaya presso l'Eastern National Sports Training Center.

## Programma
L'orario indicato corrisponde a quello thailandese (UTC+07:00)
| Data              | Orario | Evento   |
| ----------------- | ------ | -------- |
| 21 settembre 2019 | 22:30  | Gruppo D |
| 22 settembre 2019 | 08:00  | Gruppo C |
| 22 settembre 2019 | 12:00  | Gruppo B |
| 22 settembre 2019 | 20:25  | Gruppo A |

## Medagliate
Per ciascun esercizio, le prime tre classificate sono le seguenti:
| Esercizio | Oro      | Oro    | Argento    | Argento | Bronzo         | Bronzo |
| --------- | -------- | ------ | ---------- | ------- | -------------- | ------ |
| Strappo   | Deng Wei | 116 kg | Rim Un-sim | 114 kg  | Loredana Toma  | 112 kg |
| Slancio   | Deng Wei | 145 kg | Rim Un-sim | 137 kg  | Mercedes Pérez | 132 kg |
| Totale    | Deng Wei | 261 kg | Rim Un-sim | 251 kg  | Loredana Toma  | 240 kg |

## Record
Prima di questa competizione, i record mondiali esistenti erano i seguenti:
| Record mondiale | Strappo | Deng Wei | 115 kg | Ningbo, Cina | 24 aprile 2019 |
| Record mondiale | Slancio | Deng Wei | 142 kg | Ningbo, Cina | 24 aprile 2019 |
| Record mondiale | Totale  | Deng Wei | 257 kg | Ningbo, Cina | 24 aprile 2019 |

## Risultati
| Pos. | Atleta                       | Gr. | Peso atleta | Strappo (kg) | Strappo (kg) | Strappo (kg) | Strappo (kg) | Slancio (kg) | Slancio (kg) | Slancio (kg) | Slancio (kg) | Totale |
| Pos. | Atleta                       | Gr. | Peso atleta | 1            | 2            | 3            | Pos.         | 1            | 2            | 3            | Pos.         | Totale |
| ---- | ---------------------------- | --- | ----------- | ------------ | ------------ | ------------ | ------------ | ------------ | ------------ | ------------ | ------------ | ------ |
|      | Deng Wei (CHN)               | A   | 63.40       | 108          | 113          | 116          |              | 138          | 143          | 145          |              | 261    |
|      | Rim Un-sim (PRK)             | A   | 64.00       | 108          | 112          | 114          |              | 130          | 134          | 137          |              | 251    |
|      | Loredana Toma (ROU)          | A   | 63.95       | 107          | 112          | 116          |              | 127          | 127          | 128          | 4            | 240    |
| 4    | Mercedes Pérez (COL)         | A   | 64.00       | 102          | 106          | 106          | 5            | 128          | 132          | 135          |              | 238    |
| 5    | Irina Lepșa (ROU)            | A   | 62.95       | 103          | 106          | 109          | 4            | 126          | 132          | 132          | 6            | 235    |
| 6    | Maude Charron (CAN)          | A   | 63.85       | 100          | 103          | 106          | 6            | 123          | 127          | 130          | 5            | 230    |
| 7    | Natalia Llamosa (COL)        | A   | 63.65       | 98           | 102          | 104          | 7            | 120          | 125          | 125          | 15           | 222    |
| 8    | Sarah Davies (GBR)           | A   | 63.75       | 95           | 98           | 100          | 11           | 124          | 129          | 130          | 9            | 222    |
| 9    | Giorgia Bordignon (ITA)      | B   | 63.85       | 95           | 99           | 101          | 8            | 120          | 120          | 122          | 14           | 221    |
| 10   | Kumushkhon Fayzullaeva (UZB) | B   | 63.85       | 93           | 96           | 97           | 12           | 118          | 123          | 124          | 7            | 221    |
| 11   | Elreen Ando (PHI)            | B   | 63.30       | 95           | 98           | 100          | 10           | 115          | 118          | 121          | 17           | 216    |
| 12   | Kim Ye-ra (KOR)              | C   | 63.80       | 93           | 96           | 98           | 13           | 115          | 119          | 121          | 16           | 215    |
| 13   | Chen Wen-huei (TPE)          | B   | 63.95       | 92           | 96           | 98           | 21           | 118          | 123          | 128          | 10           | 215    |
| 14   | Rakhi Halder (IND)           | B   | 63.95       | 90           | 90           | 90           | 25           | 120          | 124          | 124          | 8            | 214    |
| 15   | Nuray Levent (TUR)           | B   | 63.65       | 90           | 93           | 94           | 16           | 112          | 117          | 120          | 18           | 211    |
| 16   | Sabine Kusterer (GER)        | D   | 63.60       | 91           | 95           | 97           | 15           | 111          | 115          | 117          | 21           | 210    |
| 17   | Mahassen Fattouh (LBN)       | C   | 63.80       | 88           | 91           | 92           | 27           | 112          | 117          | 121          | 12           | 209    |
| 18   | Anni Vuohijoki (FIN)         | B   | 64.00       | 91           | 94           | 94           | 24           | 114          | 117          | 119          | 19           | 208    |
| 19   | Megan Signal (NZL)           | C   | 63.60       | 88           | 91           | 92           | 20           | 113          | 113          | 115          | 22           | 207    |
| 20   | Sarah Cochrane (AUS)         | D   | 63.30       | 88           | 93           | 96           | 17           | 108          | 113          | 113          | 25           | 206    |
| 21   | Lisa Marie Schweizer (GER)   | C   | 63.65       | 91           | 94           | 96           | 14           | 107          | 110          | 112          | 29           | 206    |
| 22   | Namika Matsumoto (JPN)       | C   | 63.95       | 93           | 96           | 96           | 19           | 112          | 114          | 114          | 27           | 205    |
| 23   | Rachel Siemens (CAN)         | D   | 63.40       | 87           | 89           | 91           | 22           | 109          | 112          | 115          | 26           | 203    |
| 24   | Akane Yoshida (JPN)          | C   | 62.75       | 86           | 89           | 89           | 26           | 114          | 117          | 117          | 24           | 203    |
| 25   | Kiana Elliott (AUS)          | C   | 63.90       | 93           | 95           | 96           | 18           | 109          | 111          | 113          | 31           | 202    |
| 26   | Phạm Thị Hồng Thanh (VIE)    | C   | 63.50       | 88           | 88           | 91           | 28           | 108          | 110          | 112          | 28           | 200    |
| 27   | Daniela Gherman (SWE)        | C   | 63.20       | 88           | 91           | 91           | 23           | 103          | 108          | 112          | 33           | 199    |
| 28   | Polina Gurýewa (TKM)         | B   | 63.95       | 88           | 91           | 91           | 29           | 110          | —            | —            | 30           | 198    |
| 29   | Marianne Saarhelo (FIN)      | C   | 63.90       | 87           | 87           | 87           | 30           | 109          | 113          | 113          | 32           | 196    |
| 30   | Mona Pretorius (RSA)         | D   | 63.30       | 80           | 83           | 83           | 34           | 102          | 105          | 107          | 34           | 190    |
| 31   | Ganzorigiin Anuujin (MGL)    | C   | 63.60       | 87           | 87           | 87           | 31           | 103          | 105          | —            | 38           | 190    |
| 32   | Amanda Poulsen (DEN)         | D   | 62.40       | 81           | 85           | 87           | 33           | 101          | 104          | 107          | 36           | 189    |
| 33   | Vania Ravololoniaina (MAD)   | D   | 63.60       | 85           | 87           | 87           | 32           | 100          | 103          | 103          | 39           | 185    |
| 34   | Mabia Akhter (BAN)           | D   | 63.95       | 70           | 75           | 80           | 35           | 95           | 100          | 103          | 37           | 183    |
| 35   | Mercedes Portela (URU)       | D   | 63.50       | 68           | 72           | 75           | 36           | 86           | 90           | 95           | 40           | 162    |
| 36   | Ivana Rumenović (CRO)        | D   | 63.70       | 66           | 66           | 66           | 37           | 85           | 85           | 85           | 41           | 151    |
| —    | Mattie Sasser (USA)          | A   | 63.85       | 96           | 100          | 103          | 9            | 125          | 126          | 127          | —            | —      |
| —    | Marina Rodríguez (CUB)       | B   | 63.90       | 94           | 94           | 94           | —            | 117          | 120          | 122          | 11           | —      |
| —    | Han So-jin (KOR)             | C   | 63.85       | 100          | 100          | 101          | —            | 112          | 115          | 120          | 13           | —      |
| —    | Julija Šymečko (UKR)         | B   | 63.70       | 87           | 88           | 88           | —            | 113          | 116          | 116          | 20           | —      |
| —    | Angie Palacios (ECU)         | B   | 63.85       | 101          | 101          | 101          | —            | 115          | —            | —            | 23           | —      |
| —    | Marit Årdalsbakke (NOR)      | D   | 63.90       | 87           | 87           | 87           | —            | 100          | 104          | 107          | 35           | —      |